# Philodendron schottii
Philodendron schottii är en kallaväxtart som beskrevs av Karl Heinrich Koch. Philodendron schottii ingår i släktet Philodendron och familjen kallaväxter.

## Underarter
Arten delas in i följande underarter:
- P. s. schottii
- P. s. talamancae